# Sviny (district de Žďár nad Sázavou)
Pour les articles homonymes, voir Sviny.
Sviny (en allemand : Swiny) est une commune du district de Žďár nad Sázavou, dans la région de Vysočina, en République tchèque. Sa population s'élevait à 104 habitants en 2020.

## Géographie
Sviny se trouve à 6 km à l'est-nord-est de Velké Meziříčí, à 25 km au sud-sud-est de Žďár nad Sázavou, à 37 km à l'est de Jihlava à 143 km au sud-est de Prague.
La commune est limitée par Kozlov au nord-ouest, par Křižanov au nord-est, par Ořechov à l'est, par Březejc au sud et par Velké Meziříčí à l'ouest.

## Histoire
La première mention écrite de la localité date de 1371.

## Transports
Par la route, Sviny se trouve à 8 km de Velké Meziříčí, à 28 km de Žďár nad Sázavou, à 42 km de Jihlava et à 162 km de Prague.